# Lavagna (Comazzo)
Lavagna ist eine Fraktion der italienischen Gemeinde Comazzo. Bis 1841 war sie eine selbständige Gemeinde des Königreichs Lombardo-Venetien (Provinz Lodi und Crema).